# العلاقات الرواندية الكيريباتية
العلاقات الرواندية الكيريباتية هي العلاقات الثنائية التي تجمع بين رواندا وكيريباتي.

## مقارنة بين البلدين
هذه مقارنة عامة ومرجعية للدولتين:
| وجه المقارنة                                              | رواندا                                        | كيريباتي                        |
| --------------------------------------------------------- | --------------------------------------------- | ------------------------------- |
| المساحة (كم2)                                             | 26.34 ألف                                     | 811                             |
| عدد السكان (نسمة)                                         | 12.21 مليون                                   | 116.40 ألف                      |
| الكثافة السكانية (ن./كم²)                                 | 463.55                                        | 14.35 ألف                       |
| العاصمة                                                   | كيغالي                                        | جنوب تاراوا                     |
| اللغة الرسمية                                             | اللغة الكينيارواندا، لغة إنجليزية، لغة فرنسية | لغة إنجليزية، اللغة الكيريباتية |
| العملة                                                    | فرنك رواندي                                   | دولار كريباتي، دولار أسترالي    |
| الناتج المحلي الإجمالي (بليون دولار)                      | 9.14 مليار                                    | 196.15 مليون                    |
| الناتج المحلي الإجمالي (تعادل القوة الشرائية) بليون دولار | 20.46 مليار                                   | 224.26 مليون                    |
| الناتج المحلي الإجمالي الاسمي للفرد دولار أمريكي          | 697                                           | 1.42 ألف                        |
| الناتج المحلي الإجمالي للفرد دولار أمريكي                 | 1.66 ألف                                      | 1.81 ألف                        |
| مؤشر التنمية البشرية                                      | 0.483                                         | 0.590                           |
| رمز المكالمات الدولي                                      | +250                                          | +686                            |
| رمز الإنترنت                                              | .rw                                           | .ki                             |
| المنطقة الزمنية                                           | ت ع م+02:00                                   |                                 |

## منظمات دولية مشتركة
يشترك البلدان في عضوية مجموعة من المنظمات الدولية، منها:
| علم المنظمة | اسم المنظمة                                 | تاريخ انضمام رواندا | تاريخ انضمام كيريباتي |
| ----------- | ------------------------------------------- | ------------------- | --------------------- |
|             | مؤسسة التنمية الدولية                       | 30 سبتمبر 1963      | 2 أكتوبر 1986         |
|             | يونسكو                                      | 7 نوفمبر 1962       | 24 أكتوبر 1989        |
|             | الأمم المتحدة                               | 18 سبتمبر 1962      | 14 سبتمبر 1999        |
|             | مجموعة دول أفريقيا والكاريبي والمحيط الهادئ | ?                   | ?                     |
|             | دول الكومنولث                               | ?                   | ?                     |
|             | الاتحاد البريدي العالمي                     | ?                   | ?                     |
|             | البنك الدولي للإنشاء والتعمير               | 30 سبتمبر 1963      | 29 سبتمبر 1986        |
|             | الاتحاد الدولي للاتصالات                    | 12 ديسمبر 1962      | 3 نوفمبر 1986         |
|             | منظمة حظر الأسلحة الكيميائية                | ?                   | ?                     |
|             | مؤسسة التمويل الدولية                       | 6 نوفمبر 1975       | 2 أكتوبر 1986         |

## وصلات خارجية
- موقع وزارة الخارجية الرواندية